# DB 481
DB 481(DBAG Class 481) 전동차는 독일 베를린 S반에 사용하는 차량이다. 독일 통일 이후에 도입된 차량이다. 1990년에 서베를린 베를린교통공사와 동독 독일국영철도에서 새로운 S반 차량의 개발에 합의했고, 1993년에 첫 시제차가 공개되었다.

## 역사
독일 통일 이후 전체 S반 노선망의 수요가 증가하면서 새로운 차량 개발이 시작될 수 있었다. 통일 당시 대부분을 차지하고 있었던 제2차 세계 대전 이전에 제작된 475, 476, 477형 차량은 평균 차령 40년 이상으로 설계 수명을 초과하여 사용되고 있었다. 1986년부터 1992년까지 도입된 서베를린 480형 차량과 동베를린 485형 차량을 통해서 일부 차량을 대차했으나, 통일 이후 새로운 운영 조건에 맞추기에는 모자랐다.
480형 차량은 2량 1편성이 완전히 독립적으로 운행할 수 있었으나, 481/482형 차량에서는 운전대가 편성의 한 쪽에만 장착되어 영업 운전 시에는 최소 2편성이 병결 운행하도록 설계되었다. 교류 유도전동기 및 AEG의 GEATRAC 제어 장치를 사용했다. 1993년에 첫 100편성이 발주되었고, 시제 10편성이 1996년, 나머지 90편성이 1997년에 반입되었다. 1995년 400편성을 추가로 발주하였다. 1996년 1월 22일 첫 편성 출고식이 있었고, 마지막 차량은 2004년 9월 30일에 반입되었다. 이때까지 연간 60편성이 반입되었다. 반입 및 폐차가 완료된 시점에서 베를린 S반 차량의 평균 사용 년수는 55년에서 6년으로 대폭 감소하였다.

### 운행 중단 사태
초기 문제를 해결한 후에는 비교적 안정적으로 운행되었다. 제조 당시 원가 절감을 위하여 저가형 부품을 사용했기 때문에 반입 이후에 안정성 개선을 위해서 더 많은 돈을 들여서 개수가 불가피했다. 제동력이 충분하지 않았고 특히 급제동에서 부족했기 때문에, 차체의 수평 진동이 감쇠되지 않는 문제와 가감속 시 쏠리는 문제가 있었다.
2006년 11월 20일 쥐트크로이츠역에서 추돌 사고가 발생하여 33명이 부상당했다. 사고 원인은 제동용 살사장치가 제대로 작동하지 않은 것이었고, 활주방지장치 제어가 정상적으로 작동하지 않았다. 그 외에도 검수 주기를 초과한 상태였다. 사고 결과 독일 연방철도청에서는 S반 베를린에 481형 차량의 영업최고속도를 90 km/h로 제한하고, 역 진입 시 최고속도를 80 km/h로 제한하는 조치를 취했다.
2009년 5월 1일에는 카울스도르프에서 차륜이 깨지면서 저속에서 탈선사고가 발생했다. 탑승 중이었던 모든 승객은 무사히 차량에서 탈출했다. S반 베를린에서는 65만 km 이상을 주행한 차륜을 교제하기로 결정했다. 그 해 6월에는 병결 운행 편성 수를 줄이고 배차 간격을 증가시켰다. 이 사고의 여파로 알려진 차량의 문제점은 현재까지도 완벽하게 해결되지 않았다. 검수 주기 초과가 확인된 후, 독일 연방철도청에서는 2009년 7월 29일에 170편성의 운행 중단을 지시했다. 그 외에도 추가적인 검수 조치로 인하여 일부 S반 노선은 운행을 중단해야 했다. 2009년 9월 8일에는 제동 계통에서 발견된 새로운 문제로 운행 중단 사태가 더 길어졌다.
2009년 11월 독일 연방철도청에서는 제동력 부족 등 차량의 문제로 인하여 운행 허가를 취소할 수 있음을 밝혔다. 2009년 12월 ddp에서 발표한 자료에 의하면 시험 운행에서 새로운 문제가 발견되었다. 차륜의 강도 문제로 인하여 100편성의 운행이 중단되었다. 2010년 겨울에 S반 베를린에서는 살사장치의 결빙과 구동 계통 문제 등으로 인하여 최대 운행 가능한 차량 편성 수가 200편성으로 제한되어 운행에 지장이 생길 수 있음을 밝혔다.
2010년 12월부터 모든 차량의 차륜이 구조 변경 및 강화된 신형으로 교체되었다. 임시로 단축된 검수 주기도 다시 연장되었다. 차륜 교체 작업을 위해서 별도의 작업선을 설치했다. 차륜 교체에 들어간 총 비용은 약 5천만 유로이다. 2011년 8월부터 동절기 운행 안정성 확보를 위한 새로운 살사장치 장착 작업이 진행되었다. 차륜 교체 차량의 운행 허가 조건 중에는 영업최고속도 제한 80 km/h가 있었다.
2011년 8월에는 겨울철에 전동기에 눈이 유입되어 발생하는 문제는 전동기 교체로 해결할 수 있으나, 전장품에 눈이 유입되어 발생하는 문제는 차량 설계 결함으로 인하여 당시에는 해결책을 찾을 수 없었다는 점이 발표되었다. 제동력 강화를 위한 살사장치 문제점 개선도 추가로 진행되어야 했다. 이 문제를 해결한 후 최대 29년까지 추가로 사용할 수 있을 것이라고 예상되었다. 2012년 12월까지 모든 차량에 활주방지장치가 장착되었다.
S반 베를린에서는 2020년 12월까지 설계최고속도인 100 km/h 운행 허가를 다시 획득할 것을 계획하고 있었다. 이를 위하여 제동 계통 개선 및 차륜 구조 변경이 진행되었다. 독일 연방철도청의 허가를 받은 후 모든 차륜 8000개를 교체했다. 100 km/h 운행은 ZBS 설치 구간에서만 허용될 예정이다.
이외에도 객실 내부 환기장치 용량이 충분하지 않은 문제가 있다. 이전 차량과는 다르게 창문의 절반만 개폐가 가능하고 나머지 절반은 통유리가 장착되어 있다. 특히 여름철에 차내 온도 상승 문제가 발생할 수 있다.

### 개수 공사
2011년부터 모든 481형 차량에 ZBS 보안장치가 설치되었고, 2015년까지 차상장치 설치 비용은 총 2980만 유로로 계획되었다. 전 차량의 ZBS 차상장치 설치는 2016년 말에 완료되었다.
S반 베를린에서는 2019년부터 2022년까지 차량 대수선 공사를 통해서 309개 편성의 현대화를 계획했다. 대수선 공사를 위해서 차량의 차체까지 분해된 다음 방청 및 재도색 작업에서 시작했다. 이 과정에서 483/484형과 동일한 도색으로 변경되었다. 차량 내부는 바닥, 창틀, 출입문, 좌석이 교체되었고, 재활용되는 부품도 재생 과정을 거쳤다. 전체 500편성의 출입문 개폐장치가 교체되었고 차량 내부에 CCTV가 장착되었다. 2019년 10월 22일에 최초로 개수가 완료된 381편성이 공개되었고 그 날부터 영업 운행에 투입되었다. 2019년 말까지 3편성이 추가로 개수되었고, 2020년에는 100편성의 대수선 공사가 진행될 예정이었다. 그러나 대수선 공사는 2020년 10월까지 시범 편성 25편성, 양산 편성 27편성이 완공되었다. 쇠네바이데 기지에서 진행된 2량 편성 대수선 공사에는 11주가 소요되었다. 총 비용은 2억 5000만 유로이며, 2024년까지 완료될 예정이다. 대수선 공사 이후 약 10-15년간 추가 사용을 계획하고 있다.

## 차량

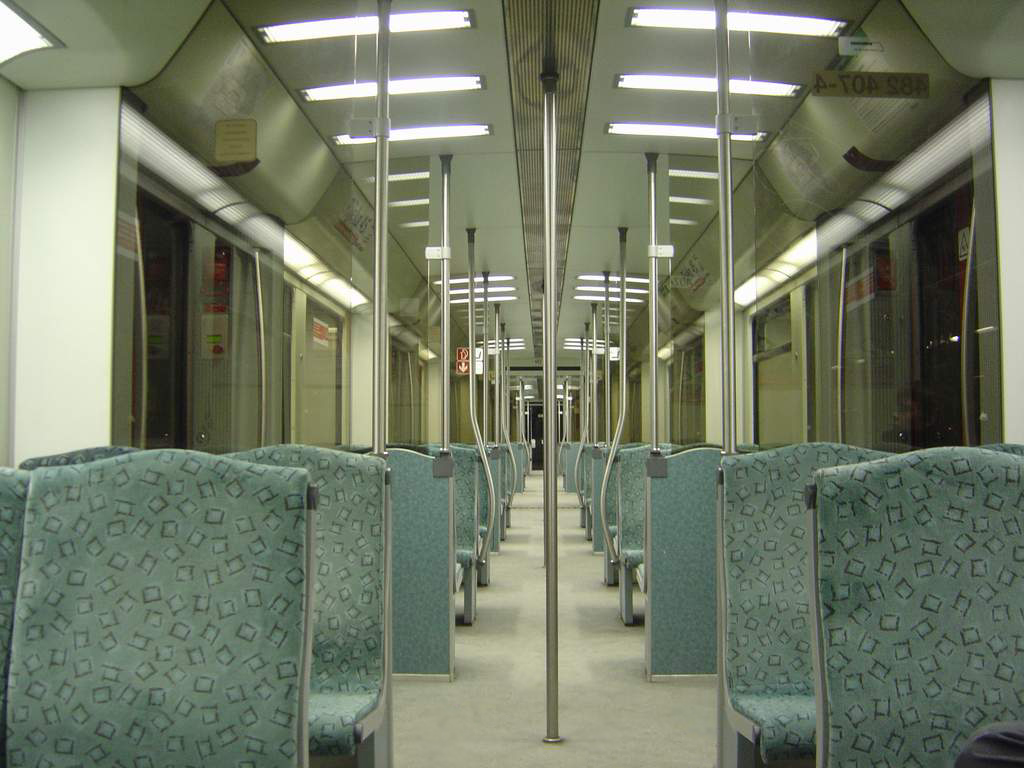
대수선 공사 이전 객실

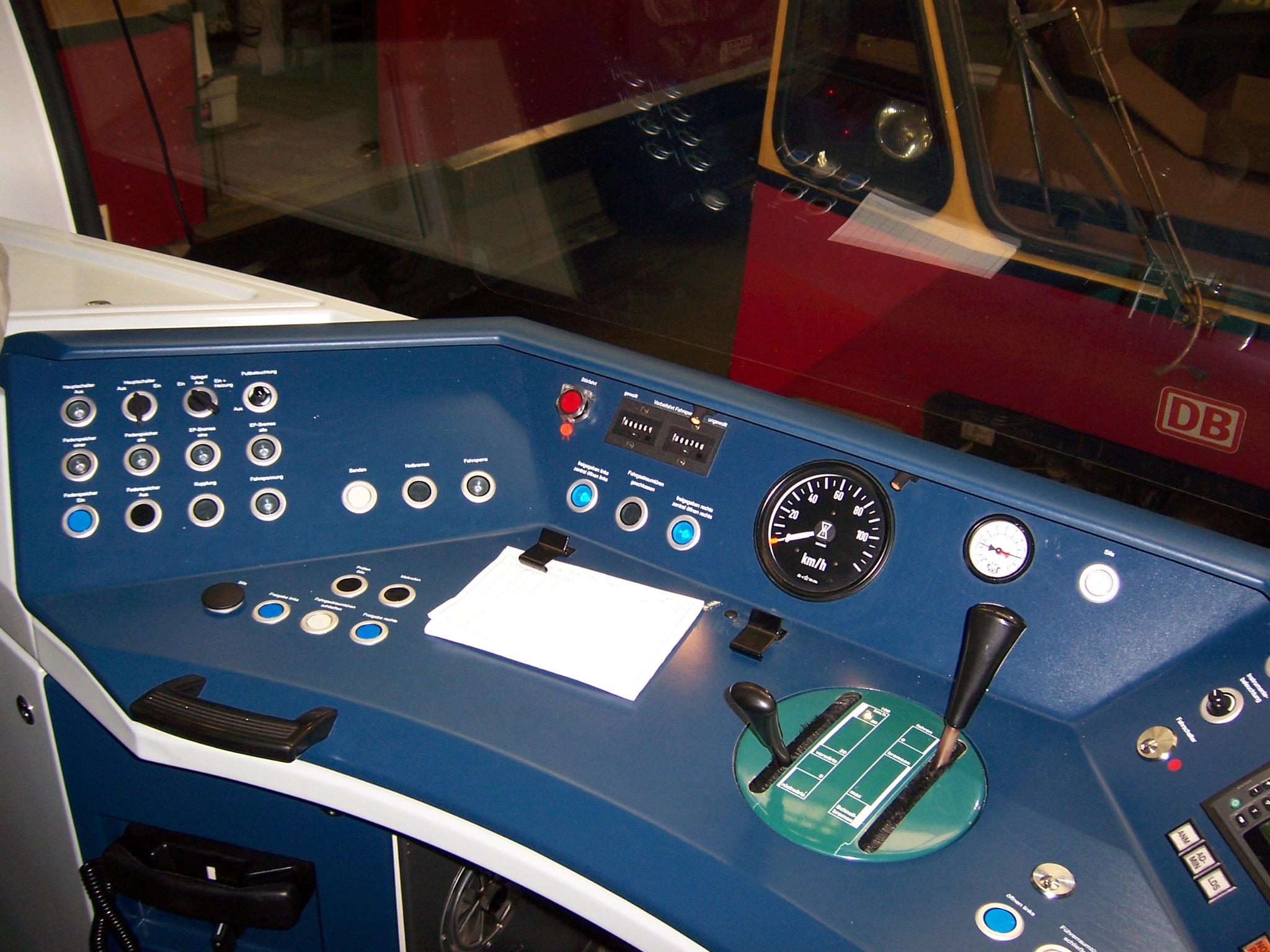
ZBS 차상장치 장착 이전의 운전대

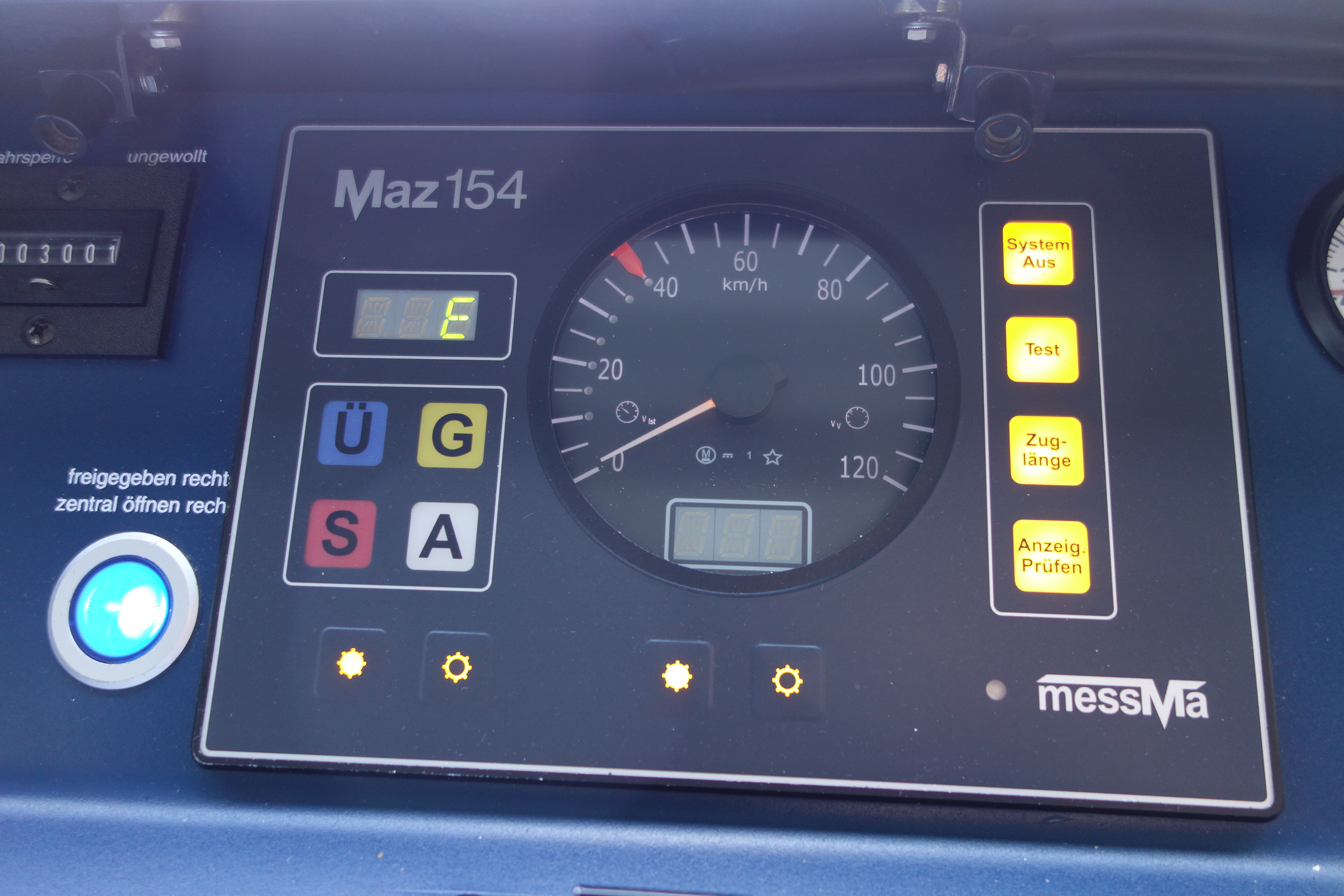
ZBS 차상장치

개별 편성은 운전실이 있는 동력차 481과 운전실이 없는 동력차 482로 이루어지며, 각각의 481/482 차량은 별도의 통로문 없이 내부에서 연결되어 있다. 영업 운행에 사용되는 최소 편성 단위는 두 편성이 연결된 4량 편성이다. 영업 운행 시에는 노선 수요에 따라 4/6/8량 편성으로 운행한다. 운전실이 없는 동력차에는 입환용 운전대가 장착되어 있어서 입환 운전 시에도 1인 운행이 가능하다. 각각 차량의 좌석 배치는 2+2이며, 끝에는 자전거 등을 둘 수 있는 공간이 있다. 2003년에는 4량 1편성이 연결되어 편성 사이를 지나갈 수 있는 시제차가 3편성 제작되었고, 정규 영업 운행에 사용 중이다. 해당 편성 내의 482형 차량에는 장착되어 있었던 입환용 운전대가 철거되었다.
좌석은 2+2 크로스시트가 장착되어 있다. 481형 차량의 운전석 뒤쪽과 연결 통로 부근에는 접이식 좌석이 장착되어 있으며, 자전거 및 수하물 적재 공간으로도 사용할 수 있다. 일부 차량에는 제작 당시에는 1등석이 설치되어 있었다. 1946년 이후로 베를린 S반에는 좌석 등즙제가 폐지되었기 때문에 1등석 좌석도 2등석으로 격하되었다. 현재까지 남아 있는 팔걸이와 등받이 높이 차이로 1등석의 흔적을 알 수 있다. 481 002 차량은 목제 좌석이 장착되어 반입되었으나, 다른 차량과 동일한 좌석으로 변경되었다.
2019년부터 진행된 대수선 공사 과정에서 DB 레기오의 다른 차량과 동일한 파란색 시트가 장착되었다. 바닥재가 변경되면서 출입문 주변 휠체어 공간은 노란색으로 표기되었다.
회생 제동이 추가되어 과거 차량에 비해서 30% 가량 에너지 절감이 가능하다. 한 편성의 대차 4개 중 3개는 동력 대차이다. 유지 관리가 간편하고 훼손 시 쉽게 복구할 수 있는 내장재가 사용되었다. VVVF 방식 전동기 제어가 최초로 도입되면서 고유한 구동음을 들을 수 있게 되었으나, 노선 연선 거주자들에게 가감속 시 발생하는 구동음에 의한 소음 피해가 발생하기도 했다.
운전실은 차량 앞쪽의 문 2개 및 객실을 통해서 접근 가능하다. 운전대의 전체적인 형상은 480형 차량과 유사하다. 운전대는 운전실 중앙에 설치되어 있고, 운전대 중앙에는 속도계, 오른쪽에는 정보 시스템, 왼쪽에는 출입문 스위치 등이 설치되어 있다. ZBS 장착 이후 속도계는 ZBS 차상장치에서 제공하는 것으로 대체되었고, FASSI 운전 보조 장치가 장착되었다.

### 도색
초기 계획된 도색은 두 가지가 있었다. 하나는 전통적인 노란색(천장부터 창문까지)과 빨간색(창문부터 차체 하부까지) 도색이었고, 다른 하나는 회색 차체와 파란색 천장부 도색이었다. 1:1 모델에서는 후자의 도색을 사용했고, 일부는 또 다른 파생 도색으로 베를린과 브란덴부르크의 상징색인 빨간색과 흰색 도색을 사용했다. 그러나 이 도색은 지지를 받지 못해서 시제차와 양산차에서는 베를린 S반의 다른 차량과 유사한 도색으로 변경했다. 당시 사용한 도색은 전체 측면을 황토색, 천장, 차체 상부, 전두부 상부, 차체 하부를 빨간색으로 칠했다.
초기 도색은 기존 S반 도색과는 상당히 달랐기 때문에 베를린에서 인기를 얻지 못했고, 1997년 8월 B.Z.의 편집자는 신문 기사를 통해서 기존 S반 도색을 481형 차량에 적용했을 때의 예상 그래픽을 공개했다. 이와 함께 신문 독자를 대상으로 481형 S반 차량의 초기형 도색과 기존 도색에 대한 의견을 조사했다. 1개월 후 공개된 여론조사에서는 응답자 중 90%가 기존 도색을 선호했고, 485/885형 차량에도 도색을 적용했을 때의 예상 그래픽을 공개했다. 1980년대에 480형 차량에서 새로운 도색을 도입했을 때에도 비슷한 반대 의견이 많았다. 485형 차량 도색은 이후에 변경되었다. B.Z.에서는 여론조사 결과와 예상 그래픽을 S반 베를린에 전달했다. S반 베를린 측에서는 새로운 도색을 적용하기 전에 시범적으로 래핑을 적용했으며, 베스트크로이츠-피헬스베르크 재개통 당시에 신형 도색을 함께 공개했다.
차량 제작이 진행 중이었기 때문에 481/482 224편성까지는 초기 도색이 계속 사용되었다. 이후 제작된 편성은 황토색(RAL 1024) 및 빨간색(RAL 3003)을 사용한 신도색이 적용되었다. 2000년 2월 3일에 반입된 225, 226편성부터 적용되었다. 2000년 10월에는 480형 및 485형 차량에도 해당 도색이 적용되었고, 이 과정에서 창문 사이의 공간을 검은색에서 황토색으로 변경했다. 구도색 적용 차량은 2007년까지 검수 과정에서 재도색되었다.
그 후 베를린 S반에서는 별도의 새로운 색상으로 도색을 사용하지 않았다. 2018년 9월에는 2019년부터 DB 483/484 차량과 비슷하게 도색할 계획을 발표했다. 대수선 공사가 완료된 차량은 기존보다 더 밝은 도색이 칠해졌으며, 창문 아래쪽은 NCS S 1580-R(빨간색), 창문 위쪽은 NCS S 2010-Y10R(겨자색) 색상을 사용했다. 기존 도색에 있었던 창문 위쪽의 빨간색 띠가 제거되었다. 출입문은 유광 검정색(RAL 9005)을 사용했다.
2000년부터 2005년까지는 일부 차량에 래핑 광고가 진행되었다. 도이체 반에서 2005년에 래핑 광고를 중단한 후, 2015년부터 래핑 광고가 다시 시작되었다.

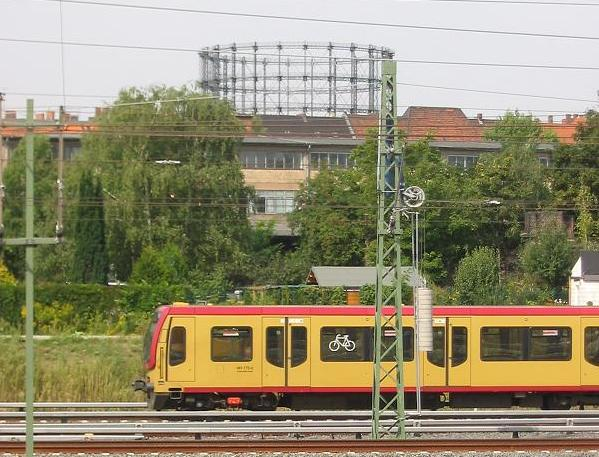
224편성 이전에 사용된 1기 도색
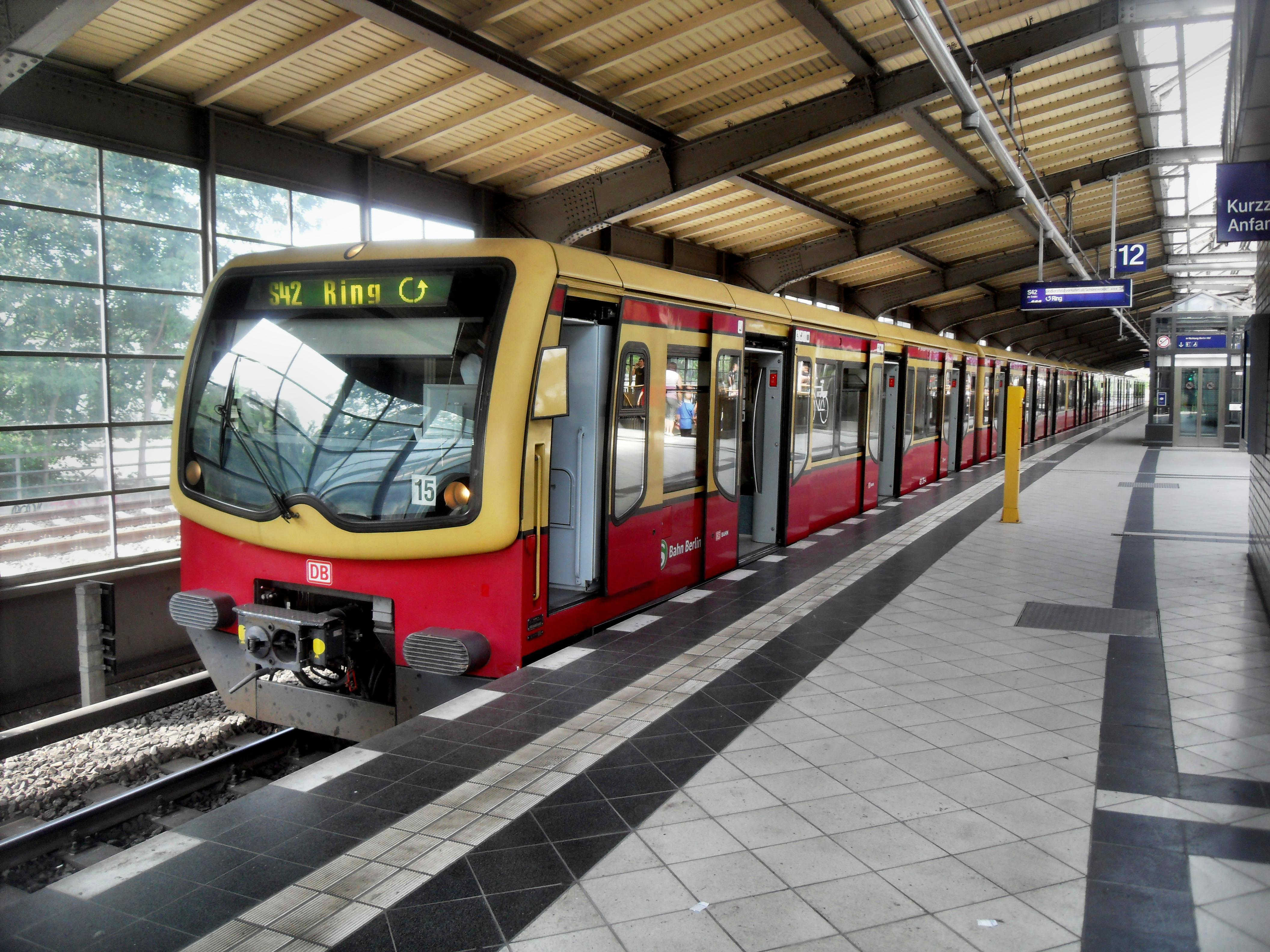
225편성 이후에 사용된 2기 도색. 창틀 사이는 검은색이다.
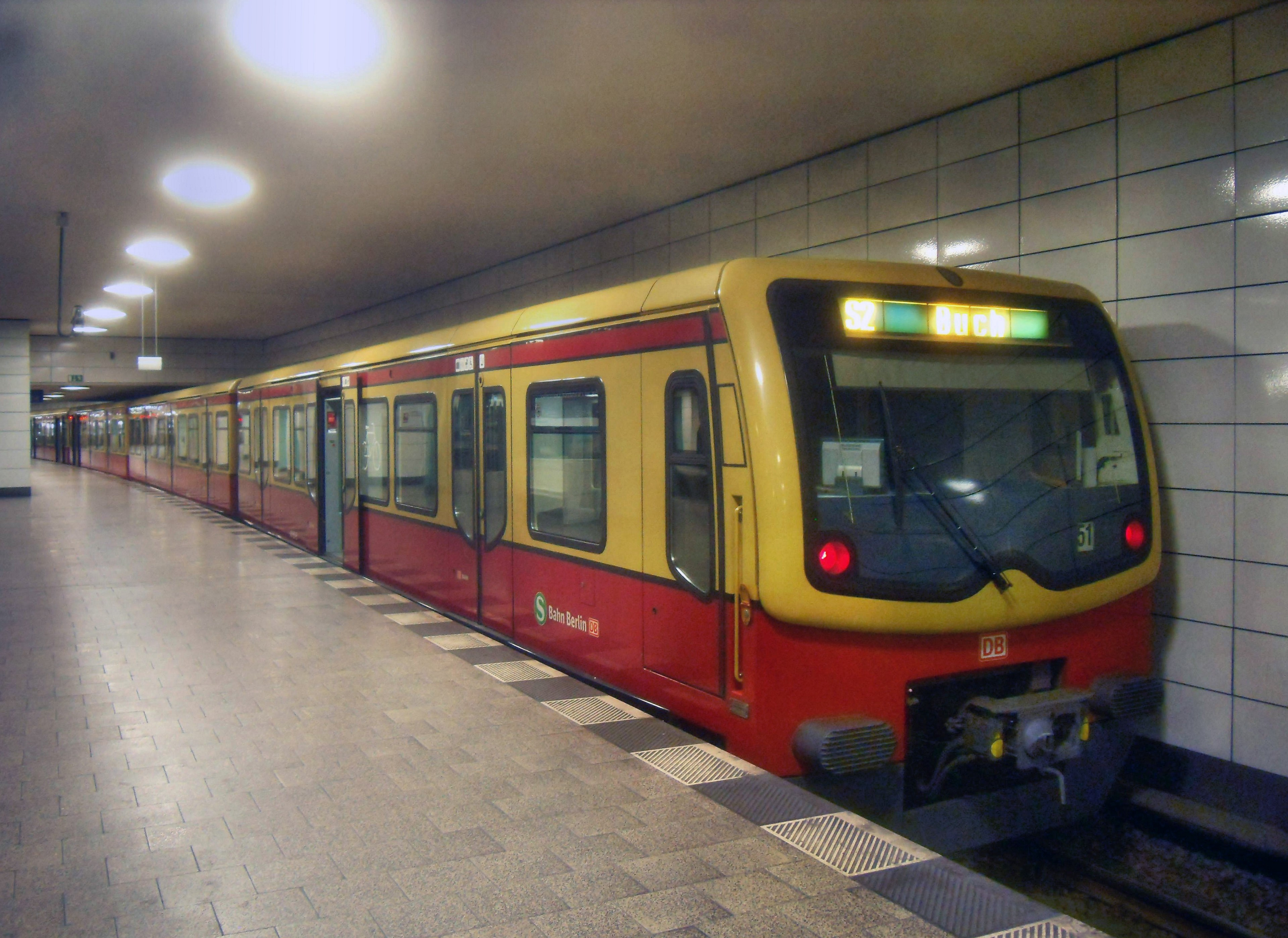
창틀 사이를 노란색으로 바꾼 2기 도색
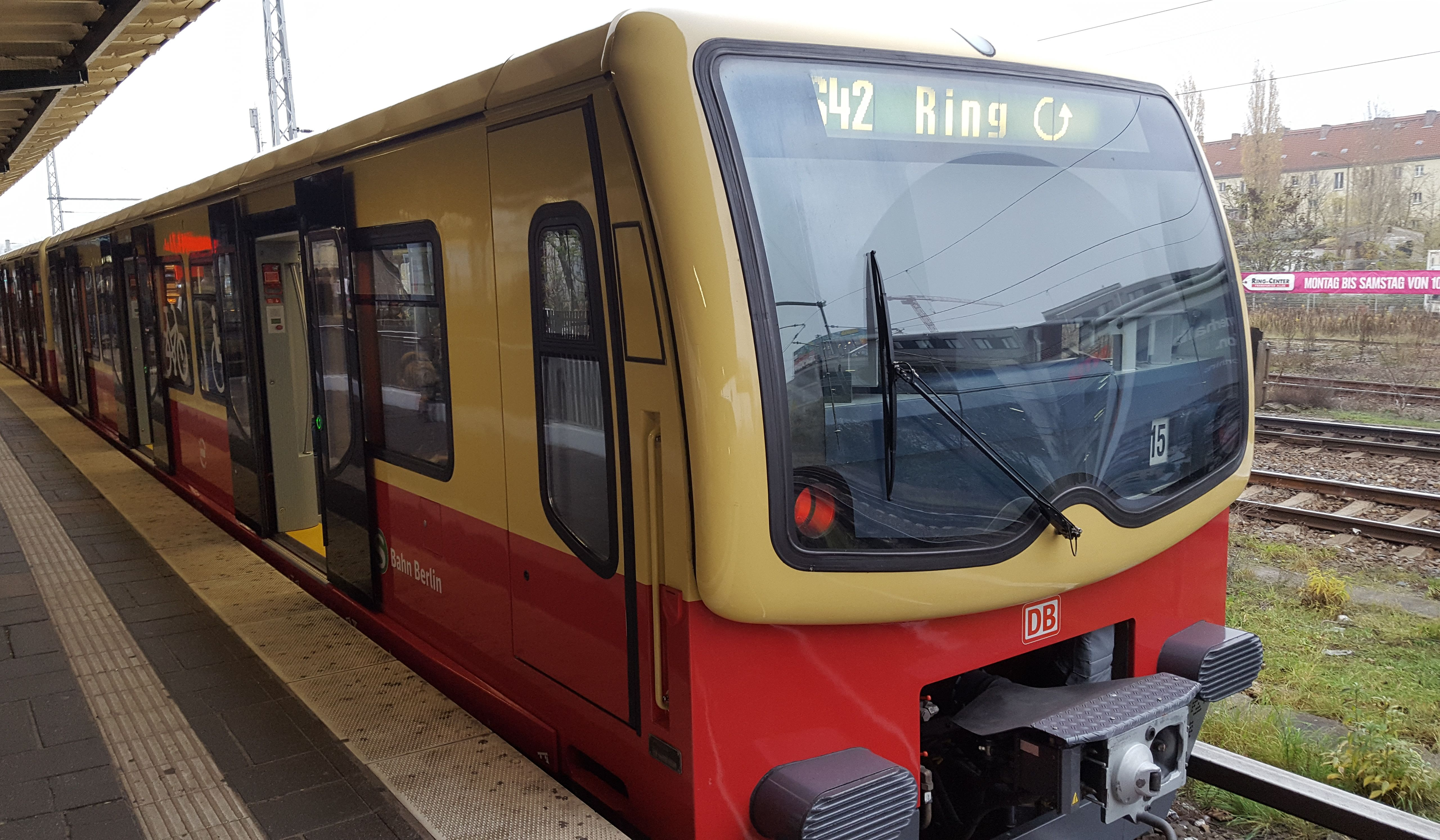
대수선 공사 이후에 적용된 3기 도색
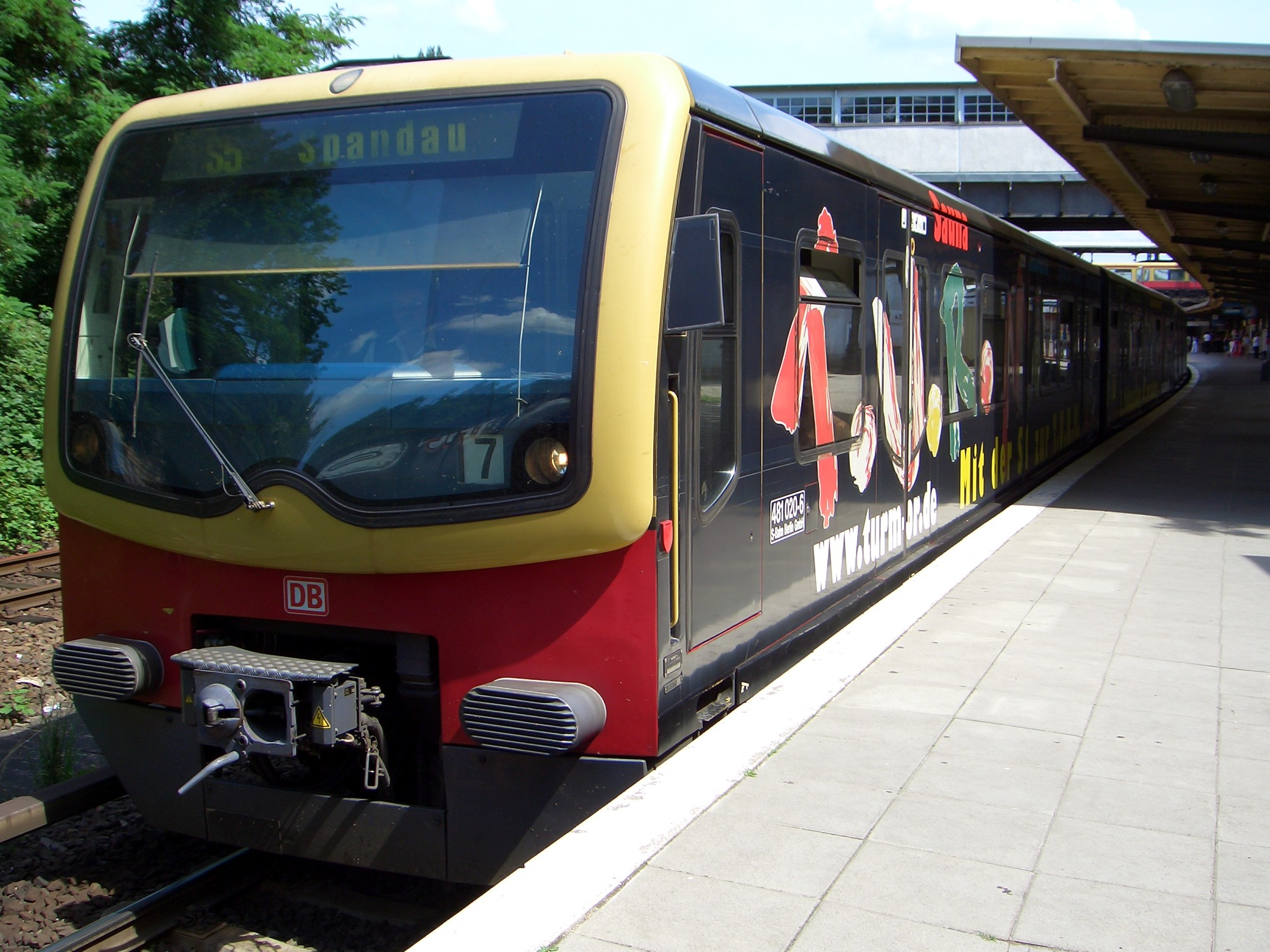
래핑 광고

## 같이 보기
- HKL M200